# Korte (Automarke)
Korte war eine britische Automobilmarke.

## Unternehmensgeschichte
Korte, Atkinson & Co. aus Leeds verwendete den Markennamen zwischen 1900 und 1903. Die Rice & Co. Ltd. setzte die Produktion bis 1905 fort. Rice hatte vorher schon erfolgreich Motorräder gebaut.

## Fahrzeuge
Zunächst entstanden Dreiräder und Quadricycles, die den Modellen von De Dion-Bouton ähnelten.
Das einzige Modell von Rice war der 12/14 HP. Er ähnelte sehr dem Gilbert, hatte einen vorne quer eingebauten, wassergekühlten Zweizylindermotor mit 105 mm × 130 mm Bohrung × Hub. Der Motor sollte 14 HP (rund 10 kW) bei 1.200/min. leisten. Die Motorleistung wurde über ein Vierganggetriebe und Kettenantrieb an die Hinterachse übertragen.
Tonneaukarosserien mit vier und mit sechs Sitzen standen zur Wahl. Dieses Automobil war deutlich weniger erfolgreich als die vorher gebauten Motorräder.

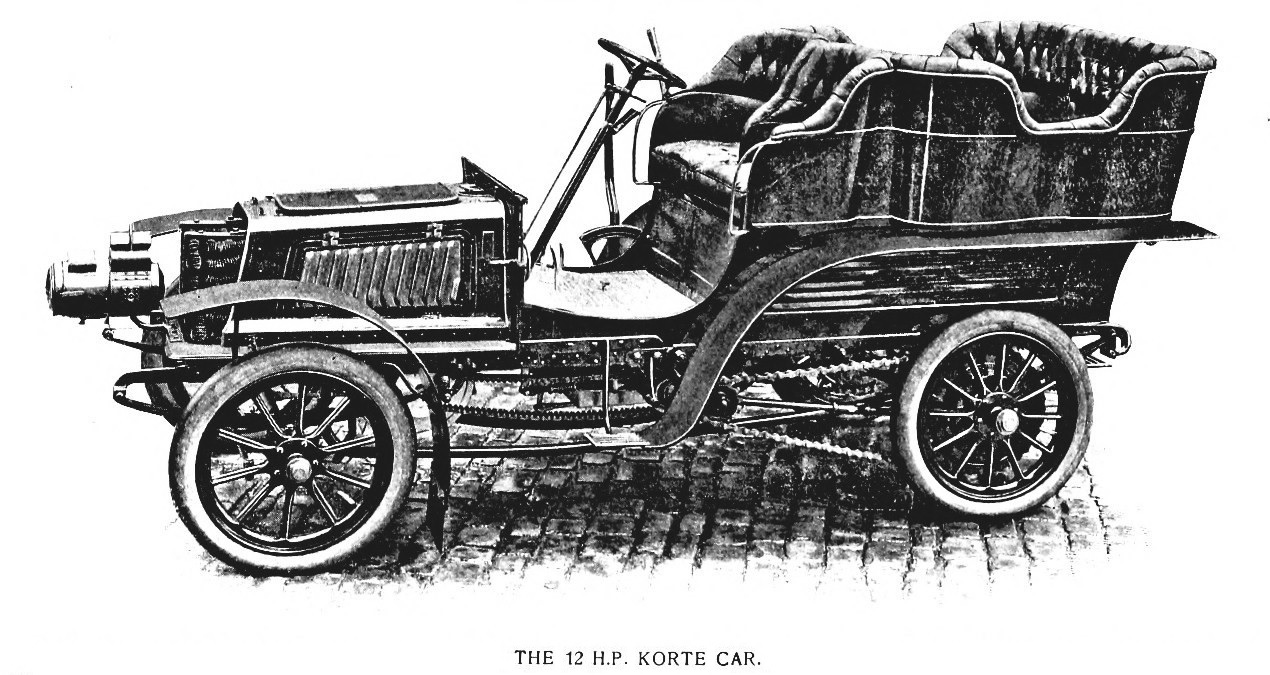
Korte 12-14 HP (1903)
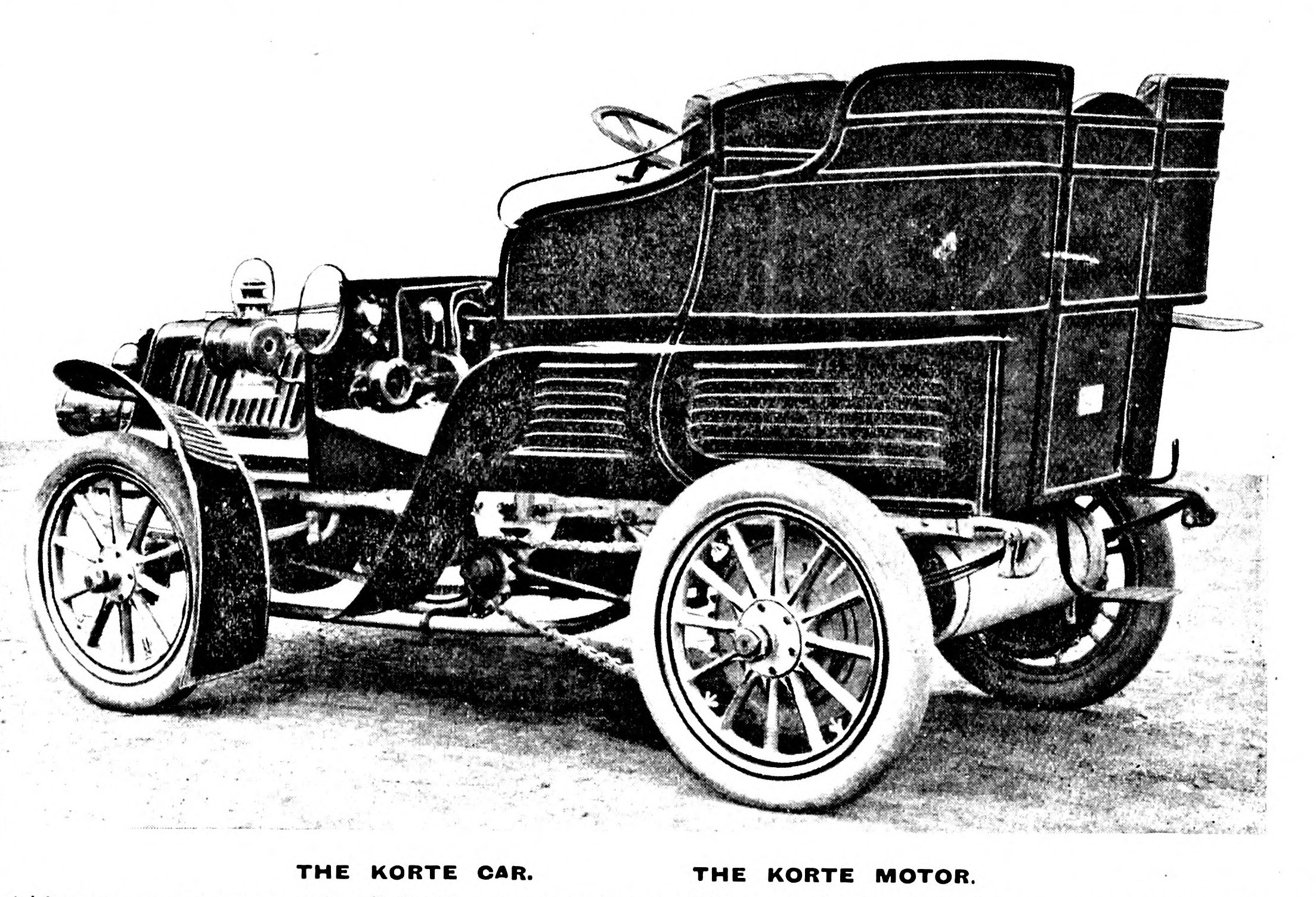
Korte 12-14 HP (1903)